# Кудайколь (археологический памятник)
Кудайколь — памятник эпохи палеолита. Расположен в Павлодарской области Казахстана, в 14 км юго-западнее аула Кудайколь, в 58 км северо-восточнее города Экибастуз. Обнаружен в 1963—1966 годах геологом Б. Аубекеровым. Материалы (3 тыс. экз.) проанализированы А. Г. Медоевым, который систематизировал изделия, разделяя их на леваллуа-ашель, поздний палеолит, каменный век эпохи голоцена. Материалы Кудайколя (351 экз.), относящиеся к палеолиту, обнаружены в 14 местах раскопок вблизи одноимённого озера. При их изготовлении использована техника леваллуа. Поздний палеолит на северо-востоке Сарыарки берёт начало от этой культуры. Кудайколь — один из важных памятников древнекаменного века.